# Woodworth (Ohio)
Woodworth es un lugar designado por el censo ubicado en el condado de Mahoning en el estado estadounidense de Ohio. En el Censo de 2020 tenía una población de 1784 habitantes y una densidad poblacional de 219,16 habitantes por km². Fue incluido como CDP en el censo de 2020.

## Geografía
Woodworth se encuentra ubicado en las coordenadas 40°58′40″N 80°39′17″O / 40.97778, -80.65472. Según la Oficina del Censo de los Estados Unidos,  tiene una superficie total de 8,14 km², de la cual 8,00 km² corresponden a tierra firme y 0,14 km² a agua.